# Dionis Vodnev
Dionis Vodnev (* 12. März 1971) ist ein ehemaliger kasachisch-deutscher Skispringer und heutiger Skisprungtrainer.

## Werdegang
Vodnev gab sein Debüt im Skisprung-Weltcup beim Auftaktspringen zur Vierschanzentournee 1987/88 in Oberstdorf. Die ersten Jahre verliefen jedoch erfolglos. Erst am 14. Januar 1990 gelang ihm mit dem 15. Platz in Liberec der Gewinn eines ersten Weltcup-Punkts.
Bei den Olympischen Winterspielen 1992 gehörte Vodnev zum Vereinten Team. Dabei erreichte er von der Normalschanze den 25. und von der Großschanze den 24. Platz. Im Teamspringen wurde er mit der Mannschaft am Ende Elfter. Kurz nach den Spielen gelang ihm zum Saisonabschluss der Saison 1991/92 mit dem 2. Platz im Teamspringen Planica der Sprung aufs Podium. Im Skisprung-Weltcup 1992/93 startete Vodnev noch einmal für sein Heimatland Kasachstan, bevor er kurz nach der Saison nach Deutschland übersiedelte und ab 1993 für Deutschland startete. Die Saison 1992/93 war die erfolgreichste seiner Karriere. So erreichte er mit 15 Punkten den 34. Platz in der Weltcup-Gesamtwertung. Zuvor hatte er bereits die Vierschanzentournee 1992/93 auf dem 18. Platz der Tournee-Gesamtwertung beendet. In den folgenden Jahren konnte er zwar noch regelmäßig Weltcup-Punkte gewinnen, große Erfolge blieben jedoch aus. 1997 beendete Vodnev seine aktive Skisprungkarriere.
Nach dem Ende seiner Karriere engagierte sich Vodnev als Skisprungtrainer in Kasachstan. So trainiert er unter anderem Konstantin Sokolenko.